# Meteorus vexator
Meteorus vexator är en stekelart som först beskrevs av Alexander Henry Haliday 1835.  Meteorus vexator ingår i släktet Meteorus och familjen bracksteklar. Arten är reproducerande i Sverige. Inga underarter finns listade i Catalogue of Life.